# Marilyn Burns
Marilyn Burns (nacida como Mary Lynn Ann Burns; Erie, Pensilvania, 7 de mayo de 1949-Houston, Texas, 5 de agosto de 2014) fue una actriz estadounidense. Es conocida principalmente por interpretar a Sally Hardesty en la película de terror, The Texas Chain Saw Massacre (1974). Además, también participó en Eaten Alive, personificando a Faye, y en el filme Helter Skelter (1976), donde hizo a Linda Kasabian.

## Biografía y carrera

### Primeros años
Marilyn Burns nació en Pensilvania (Estados Unidos), pero se crio en Houston (Texas). Desde pequeña se interesó por las artes, el cine y la música. Cuando cursaba séptimo grado, apareció en un musical de El sueño de una noche de verano. 
En 1970 empezó su carrera en el cine trabajando en una película dirigida por Robert Altman, llamada Brewster McCloud. Estudió en la universidad de Austin (Texas), y se graduó en 1971 con un título en Artes Dramáticas. Tras terminar la universidad, Marilyn estaba dispuesta a continuar su carrera como actriz, y así lo hizo.

### The Texas Chain Saw Massacre
Su obra más destacada fue The Texas Chain Saw Massacre de 1974. Fue la primera entrega en la franquicia de películas de The Texas Chainsaw Massacre. En dicha producción, interpreta a Sally Hardesty, una joven que viaja con su hermano discapacitado Franklyn y un grupo de jóvenes más, los cuales son asesinados por una familia que se ha dedicado a robar tumbas y a matar a la gente. Dentro de esa familia se destaca Leatherface (Gunnar Hansen), que siempre lleva una máscara de cuero humano y una motosierra. La única superviviente es Sally. 

### Proyectos y vida posterior
Marilyn también trabajó en la película Kiss Daddy Goodbye en 1981 y en la película Future-Kill en 1985. En 1994 interpretó un pequeño papel en la película The Texas Chainsaw Massacre: The Next Generation. Asimismo, interpretó a Verna Carson y con un especial de Sally Hardesti en la última producción de The Texas Chain Saw Massacre, pero esta nueva versión llamada Texas Chainsaw 3D, aún más actualizada. También estuvo trabajando en teatros de Texas.

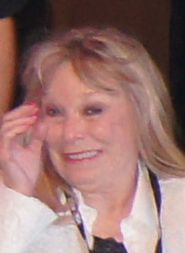
Fotografiada en 2012.

En 2013, fue homenajeada por su papel como Sally Hardesty junto a algunos de sus compañeros de reparto en The Texas Chain Saw Massacre, pues ese año esta última cumplía 39 años desde su lanzamiento.

## Muerte
El 5 de agosto de 2014, a los 65 años de edad, Burns fue encontrada muerta en su casa de Houston por su hermano Bill; su causa de muerte no fue revelada.

## Filmografía

### Cine
| Año  | Título                                           | Papel                                     | Notas                     |
| ---- | ------------------------------------------------ | ----------------------------------------- | ------------------------- |
| 1970 | Brewster McCloud                                 | Guía de turistas                          | No acreditada             |
| 1974 | The Texas Chain Saw Massacre                     | Sally Hardesty                            |                           |
| 1977 | Eaten Alive                                      | Faye                                      |                           |
| 1981 | Kiss Daddy Goodbye                               | Nora Dennis                               |                           |
| 1984 | Terror in the Aisles                             | Sally Hardesty                            | Documental: video archivo |
| 1985 | Future-Kill                                      | Dorothy Grim                              |                           |
| 1995 | The Texas Chainsaw Massacre: The Next Generation | Paciente en camilla / Sally Hardesty      | No acreditada             |
| 2012 | Butcher boys                                     | Ruth                                      |                           |
| 2013 | Texas Chainsaw 3D                                | Verna Carson y especial de Sally Hardesty |                           |
| 2014 | Sacrament                                        | Beulah Standifer                          |                           |
| 2015 | Mindflip                                         | Marilyn Hardesty                          |                           |
| 2017 | In a Madman's World                              | Señora Hill                               | Lanzamiento póstumo       |

### Televisión
| Año  | Título         | Papel          | Notas                          |
| ---- | -------------- | -------------- | ------------------------------ |
| 1976 | Helter Skelter | Linda Kasabian |                                |
| 1998 | Michael Hayes  | Sally          | Episodio: «Under Color of Law» |